# Брезова на Свитави
Брезова на Свитави (чеш. Březová nad Svitavou) град је у Чешкој Републици. Град се налази у управној јединици Пардубички крај, у оквиру којег припада округу Свитави.

## Становништво
Према подацима о броју становника из 2014. године град је имао 1.719 становника.